# Claudio Riaño
Claudio Riaño (Córdoba, 16 agosto 1988) è un ex calciatore argentino, di ruolo attaccante.

## Caratteristiche tecniche
È una prima punta.